# موزديكس
موزديكس محرك بحث على الإنترنت تم إنشاؤه بالاعتماد على برامج مفتوحة المصدر (فوس) مثل نوتش.

## وصلات خارجية
- موقع موزديكس